# Ларс Ульріх
Ларс Ульріх (дан. Lars Ulrich; нар. 26 грудня 1963) — барабанщик, головний автор пісень (разом з Джеймсом Гетфілдом) та співзасновник гурту «Metallica». Він народився у Гентофте, Данія, у сім'ї відомого тенісиста Торбена Ульріха. Тенісне диво в юності, Ульріх переїжджає до Лос-Анджелесу (Каліфорнія, США) у сімнадцятирічному віці, щоб продовжити тренування, але замість тенісиста стає барабанщиком. Завдяки оголошенню у місцевій газеті під назвою «The Recycler», він знаходить Джеймса Гетфілда і засновує «Metallica».
У 2009 році за опитуванням журналу «DRUM!» був названий «Найкращим барабанщиком металу». 2017 року за визначний музичний внесок був нагороджений орденом Данеброг.